# Aiglun (Alpy Górnej Prowansji)
Aiglun – miejscowość i gmina we Francji, w regionie Prowansja-Alpy-Lazurowe Wybrzeże, w departamencie Alpy Górnej Prowansji.

## Demografia
Według danych na rok 1990 gminę zamieszkiwało 1011 osób, a gęstość zaludnienia wynosiła 68 osób/km². W styczniu 2015 r. Aiglun zamieszkiwały 1383 osoby, przy gęstości zaludnienia wynoszącej 93 osoby/km².